# Bajon (styl)
Bajon – styl architektoniczny oraz styl w sztuce XII i XIII wieku, obecny m.in. w kompleksie świątyń Angkor Wat w Kambodży oraz w Tajlandii.

## Charakterystyka
Styl wykształcił się w czasach rozkwitu sztuki khmerskiej pod koniec XII wieku oraz na początku XIII wieku (lata 1181–1243). Jego cechami były m.in. monumentalizm, zastosowanie wielu wież, przedstawianie tancerek i innych postaci z zagadkowym uśmiechem Buddy i półprzymkniętymi oczami. Powrócono także do wznoszenia dvarapali. 
W 1965 roku ukazała się książka Philippe'a Sterna na temat budynków wzniesionych w stylu Bajon. 

## Realizacje
Szczytowe osiągnięcia stylu Bajon to:
- świątynia Bajon
- zabudowa Banteai Czmar ze świątynią Ta Prohm[10]
- świątynia Banteay Kdei
- stanowisko archeologiczne Ta Som(inne języki)
- świątynia Preah Khan
- Tarasy Królewskie (Taras Trędowatego Króla i Taras Słoni)

## Galeria

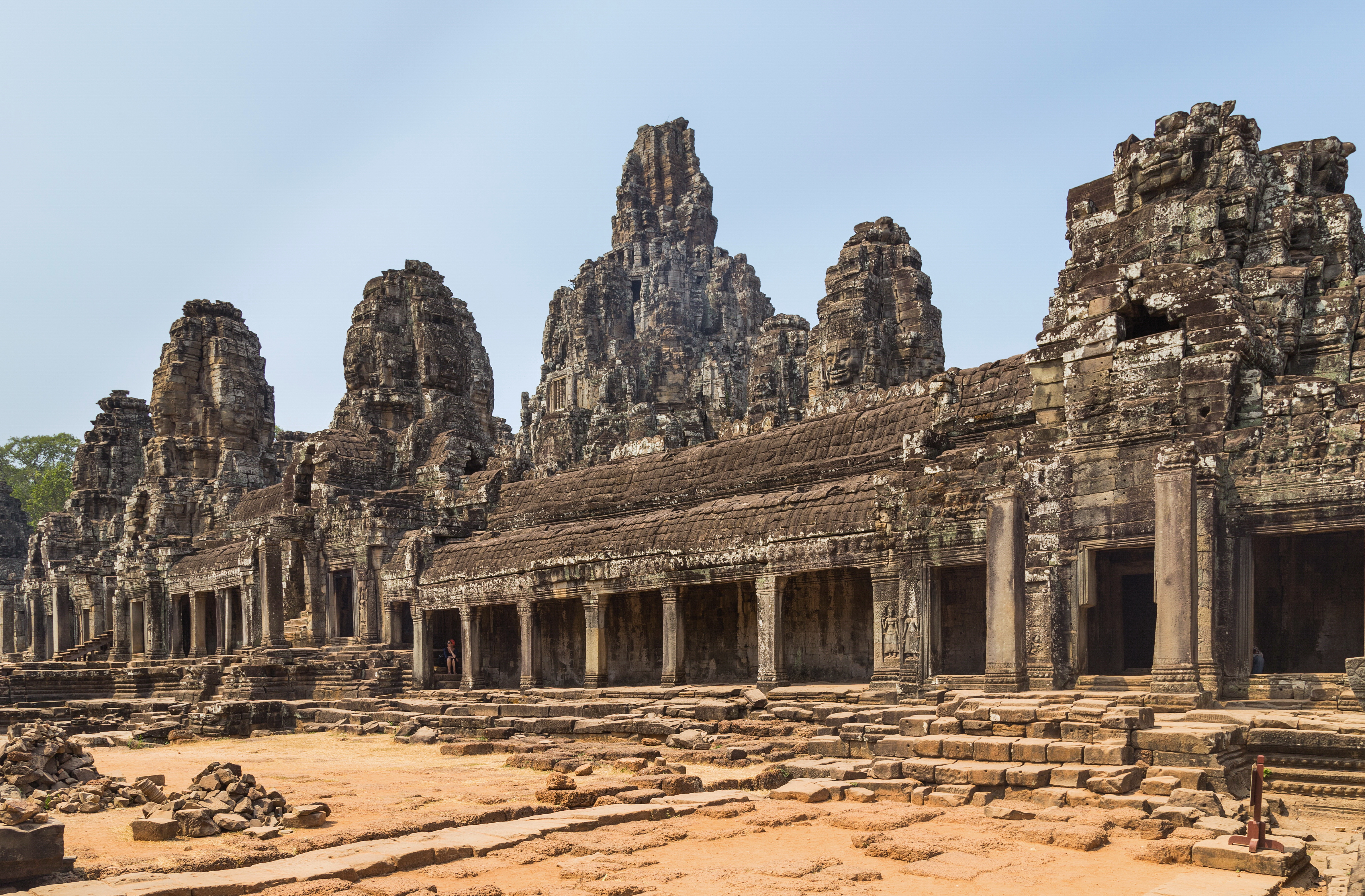
Świątynia Bajon
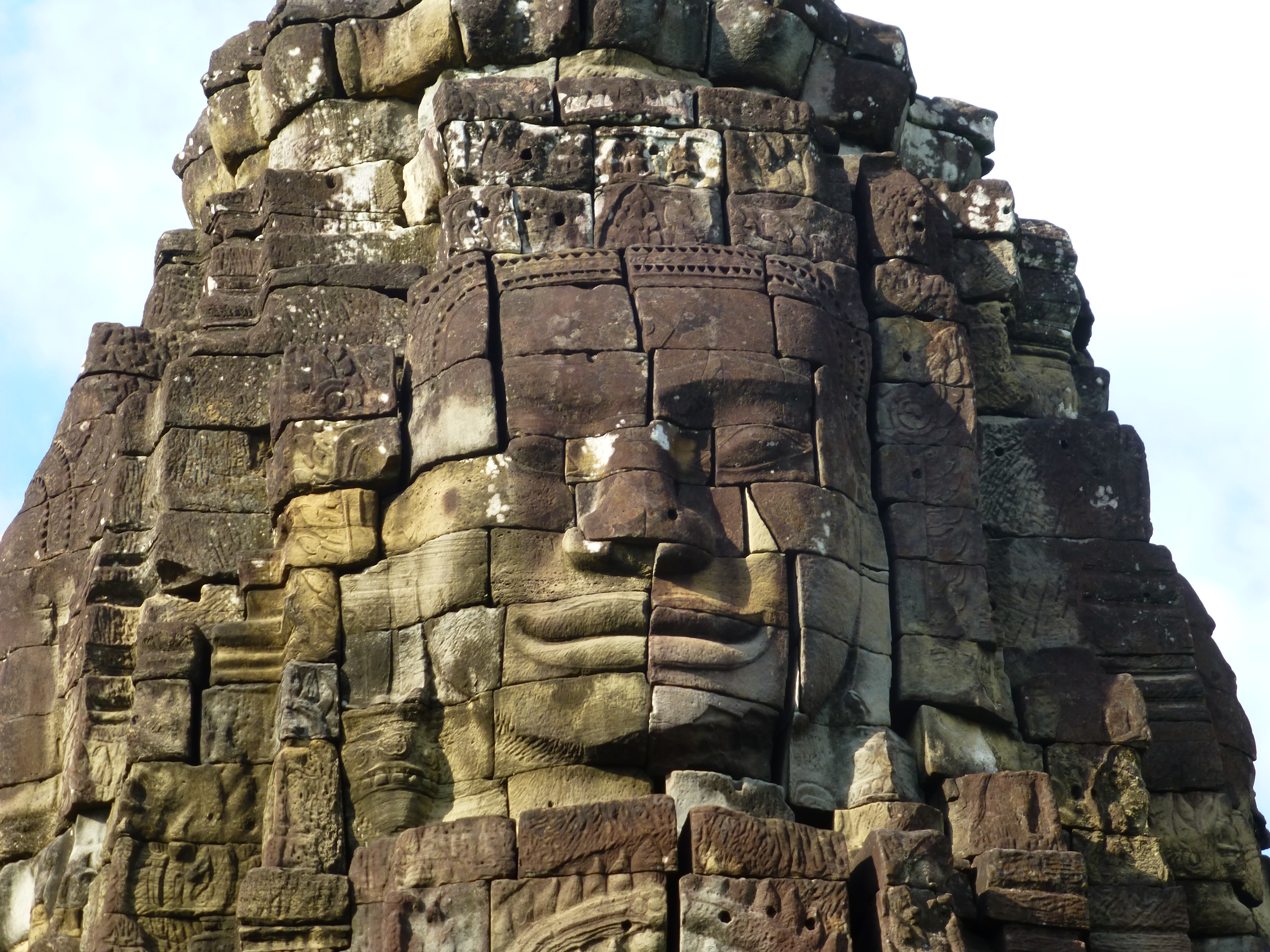
Świątynia Ta Prohm
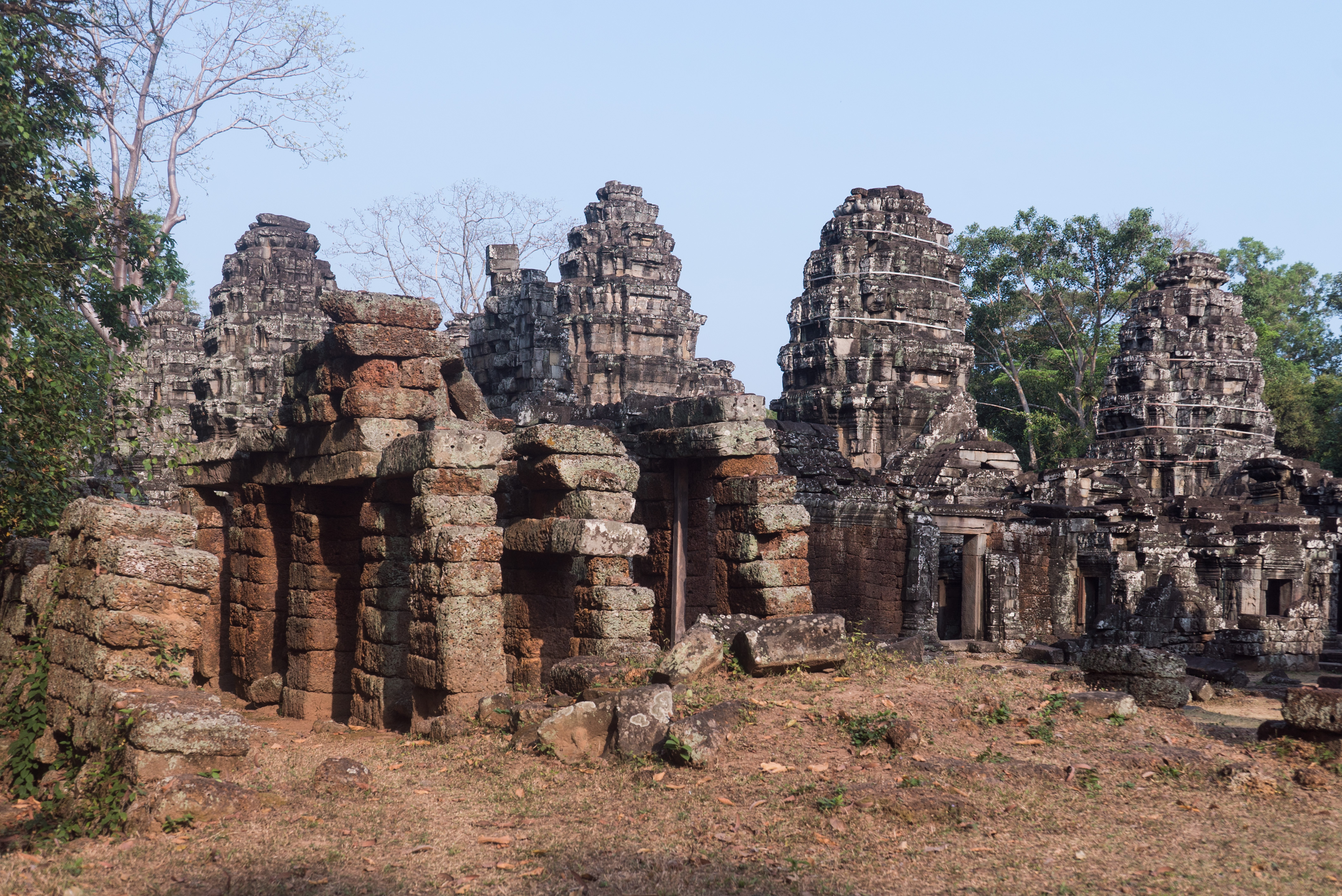
Świątynia Banteay Kdei
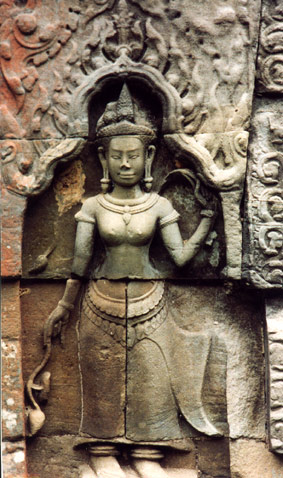
Płaskorzeźba z Ta Som
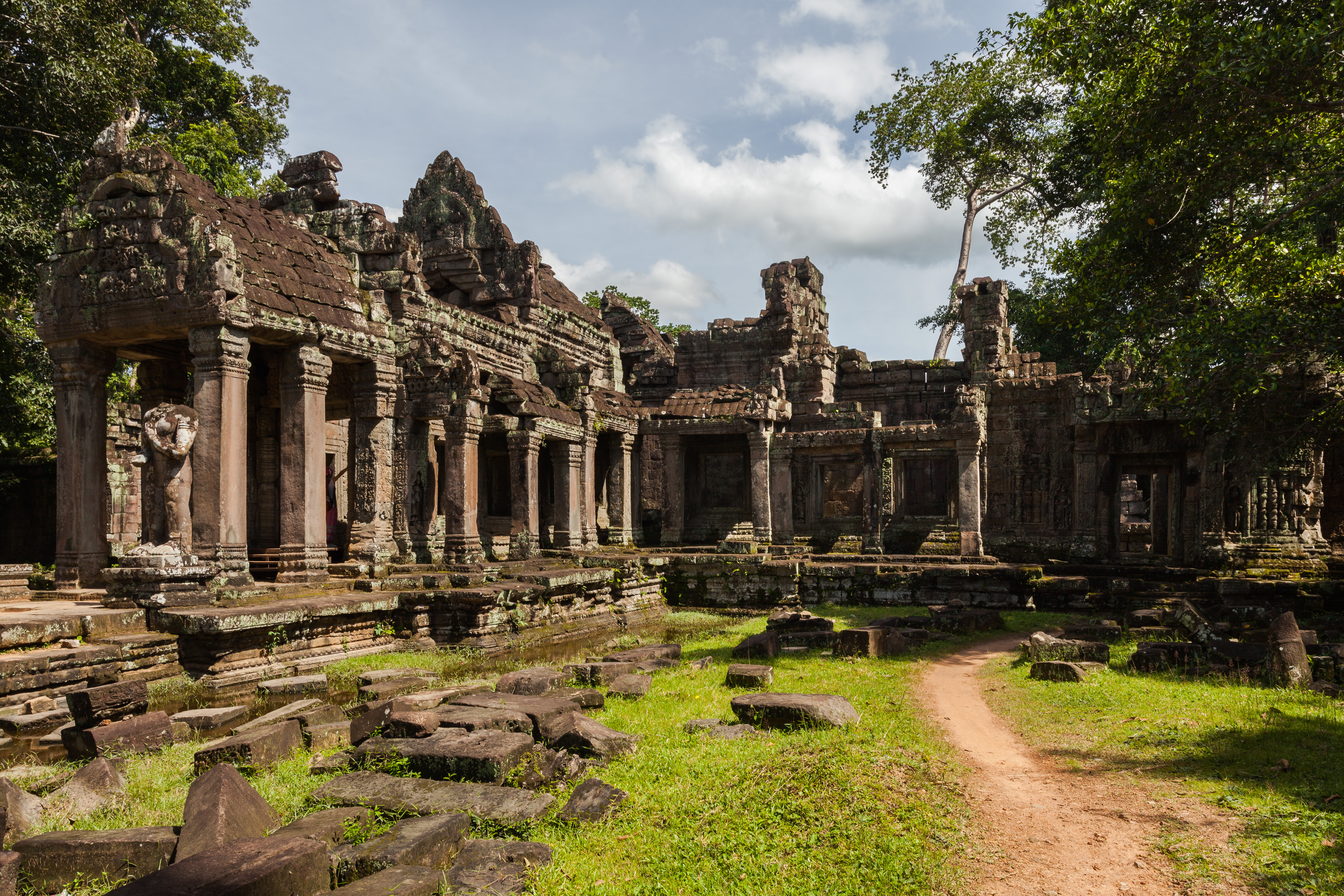
Świątynia Preah Khan
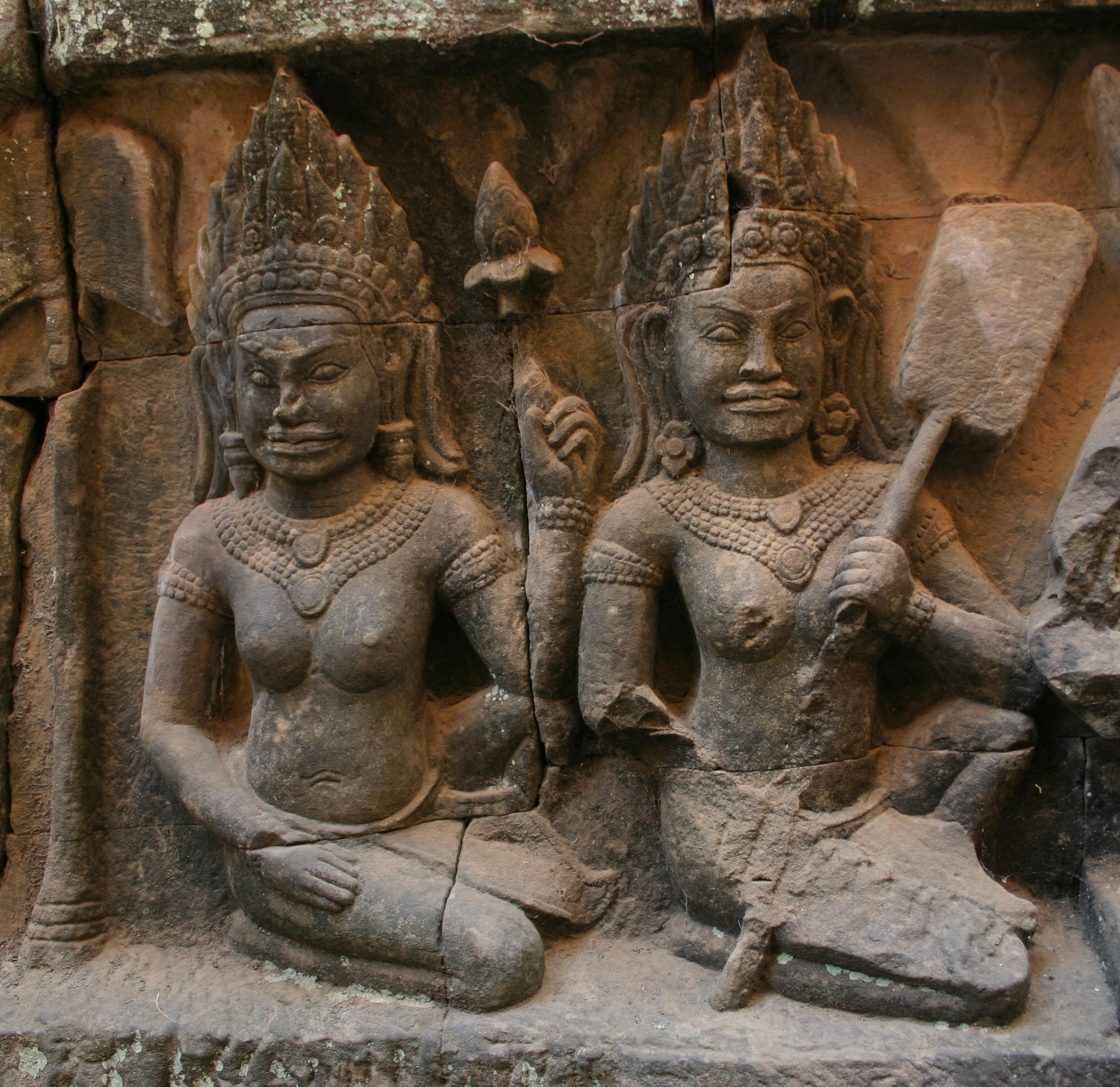
Płaskorzeźba z Tarasu Trędowatego Króla